# Armando Gallo
Armando Gallo (Oriago, 24 gennaio 1944) è un giornalista e fotografo italiano.

## Biografia
Incominciò la sua attività giornalistica nel 1967 intervistando i Beatles a Londra per conto del periodico musicale italiano Big. Ispirato dall'esperienza, nel 1970 lasciò il suo precedente lavoro da geometra e divenne corrispondente da Londra per il settimanale Ciao 2001, occupandosi della scena pop e rock britannica dell'epoca.
Nal 1971 divenne fotografo al seguito dei Genesis, gruppo di rock progressivo britannico, che aiutò con in suoi servizi ad affermarsi soprattutto in Italia. Sue fotografie del gruppo o dei singoli componenti comparvero sulle copertine degli album Foxtrot, Genesis Live e Seconds Out. Gallo curò anche la traduzione dei loro testi per le edizioni italiane degli album pubblicati dal 1973 al 1980.
Nel 1974 si recò in California con la Premiata Forneria Marconi come addetto stampa. L'anno seguente divenne corrispondente da Los Angeles per il settimanale italiano TV Sorrisi e Canzoni. Nel 1982 fondò con il fratello Claudio la Fratelli Gallo Editori, casa editrice che ha pubblicato oltre 40 libri oltre alla rivista mensile PIX Photorock.
Dal 1978 è membro della Hollywood Foreign Press Association e, in quanto tale, anche della giuria dei Golden Globe. Nel 1992 diresse il videoclip degli U2 Even Better Than the Real Thing. Vive a Los Angeles e collabora fra l'altro con i periodici italiani Grazia e Oggi.
La sua opera di più alto profilo fu un libro in inglese sui Genesis, pubblicato nel 1978, dal titolo Genesis - the Evolution of a Rock Band, il primo in assoluto dedicato alla band britannica. La biografia, aggiornata alla fine del 1979, uscì di nuovo nel 1980 con il titolo Genesis - I Know What I Like per la casa editrice D.I.Y. fondata appositamente dallo stesso Gallo; la prima edizione italiana, tradotta da Marco Ferranti, uscì sempre per la D.I.Y. nel 1981 col titolo Genesis - la loro leggenda. Ai Genesis Gallo dedicò in seguito altri due libri, prevalentemente fotografici, e ne realizzò uno analogo su Peter Gabriel, loro cofondatore e frontman sino al 1975, nonché suo amico personale. Nel 2015 ha ideato e corealizzato la app interattiva per iPad Genesis - I Know What I Like, basata sul libro omonimo.